# Lawrence Duhé
Lawrence Duhé  (* 30. April 1887 in LaPlace, Louisiana; † 1960 in Lafayette, Louisiana) war ein US-amerikanischer Klarinettist und Bandleader des frühen Jazz.

## Leben und Wirken
Duhé arbeitete mit Kid Ory in LaPlace und zog 1913 mit Orys Band nach New Orleans. 1917 verließ er Kid Ory und übernahm die Leitung von Sugar Johnny's Creole Orchestra in Chicago, dem u. a. Sidney Bechet, Mutt Carey, Freddie Keppard, Lil Hardin, Roy Palmer, Wellman Braud, Ed Garland und Joe King Oliver angehörten. Oliver übernahm 1919 Duhés Band und bildete aus ihr King Oliver's Creole Jazz Band. Im selben Jahr kehrte Duhé nach Louisiana zurück und spielte bei Evan Thomas's Black Eagles; außerdem leitete er im Four Corners in Lafayette mehrere Jahre eine eigene Formation.
Duhés Verdienst war die Verbindung von Minstrel-Material und Vorläufern des Jazz im Plantation-Style und deren urbane Fortführung in New Orleans. Als Musiker mit guter Reputation bei den älteren Jazzmusikern von New Orleans war er eine wichtige Quelle für die Jazzforschung; in einem Artikel des National Geographic wurde sein Name zu „Dewey“ verballhornt.